# Lamberto Leoni
Lamberto Leoni (Argenta, 24 mei 1953) is een voormalig Italiaans autocoureur. Hij maakte zijn Formule 1-debuut in 1977 bij Surtees en nam deel aan 5 Grands Prix waarvan hij er 1 mocht starten.
Hij startte zijn racecarrière in de Formule 3 en Formule 2 met gemengde resultaten. Hij werd in 1977 toch opgepikt door Surtees voor de Italiaanse Grand Prix maar wist zich niet te kwalificeren. Hierna probeerde hij het nog enkele malen voor Ensign maar ook daarvoor wist hij zich vaak niet te kwalificeren.
Hij zette een stap terug naar de Formule 2 en Formule 3000 waarin hij zijn eigen team startte. Hij was ook manager van Marco Apicella.